# Liste der Baudenkmäler in Burgthann
Auf dieser Seite sind die Baudenkmäler in der mittelfränkischen Gemeinde Burgthann zusammengestellt. Diese Tabelle ist eine Teilliste der Liste der Baudenkmäler in Bayern. Grundlage ist die Bayerische Denkmalliste, die auf Basis des Bayerischen Denkmalschutzgesetzes vom 1. Oktober 1973 erstmals erstellt wurde und seither durch das Bayerische Landesamt für Denkmalpflege geführt wird. Die folgenden Angaben ersetzen nicht die rechtsverbindliche Auskunft der Denkmalschutzbehörde.
 Diese Liste gibt den Fortschreibungsstand vom 28. November 2019 wieder und enthält 31 Baudenkmäler.

## Baudenkmäler nach Gemeindeteilen

### Burgthann
| Lage                                                                 | Objekt                           | Beschreibung | Akten-Nr.             | Bild           |
| -------------------------------------------------------------------- | -------------------------------- | --- | --------------------- | -------------- |
| Burgbergweg 8 (Standort)                                             | Bauernhaus                       | Eingeschossiger massiver Steildachbau mit Fachwerkgiebel, verputzt, 18. Jahrhundert, integriert Vorburgmauer, Erdgeschoss entkernt | D-5-74-117-1 Wikidata | BW             |
| Burgstraße 1; Burgbergweg 4; Burgstraße 9; Burgstraße 1 a (Standort) | Burgruine                        | errichtet im 12./13. Jahrhundert, erneuert nach Brand 1460 und nach Zerstörungen 1618/48, Verfall im 19. und frühen 20. Jahrhundert, teilweise Wiederherstellung 1920er Jahre Bergfried: hoher Rundturm aus Buckelquadern, im unteren Bereich teilweise durch Wohnhaus umbaut, zweigeschossiger Buckelquaderbau mit Walmdach und hofseitiger Altane, Turm 13. Jahrhundert, Wohnhaus bezeichnet „1587“, Altane 18. Jahrhundert Reste des Palas: zweigeschossige Umfassungsmauern aus Quadermauerwerk, 13. Jahrhundert, erneuert nach 1460, Südostecke 1687 Burgkapelle: hoher, zweigeschossiger Steilsatteldachbau, Erdgeschoss Quadermauerwerk, Obergeschoss Fachwerk, 15. Jahrhundert, Fachwerk 18. Jahrhundert, hofseitiger Treppenaufgang 1920er Jahre; außen an die Nordwestseite der Umfassungsmauer angebaut Wohnhaus, sog. Badhaus: eingeschossiger Fachwerkbau mit Pultdach und Satteldachgauben, 18. Jahrhundert; hofseitig an die nördliche Umfassungsmauer gebaut Pietà: Steinfigur in einer hofseitigen Stichbogennische der nordwestlichen Umfassungsmauer, 1920er Jahre Umfassungsmauern: rund 7 Meter hohe Sandsteinquadermauern, 13. Jahrhundert Halsgraben und Zwinger: mittelalterlich Reste der Vorburg: Grundmauern des Beringes, Sandsteinquadermauerwerk, mittelalterlich | D-5-74-117-2 Wikidata | weitere Bilder |
| Burgstraße 14 (Standort)                                             | Ehemaliges Wohnstallhaus         | Eingeschossiger Steildachbau mit verputztem Fachwerkgiebel, erste Hälfte 19. Jahrhundert | D-5-74-117-3 Wikidata | weitere Bilder |
| Kanalweg, vor dem Anwesen Kanalweg 7 (Standort)                      | Kreuz, sogenanntes Schwedenkreuz | Sandstein, spätmittelalterlich | D-5-74-117-8 Wikidata | weitere Bilder |
| Obere Eichenstraße 4 (Standort)                                      | Ehemaliges Schulhaus             | Eingeschossiger Sandsteinquaderbau, Fassadengliederung durch Lisenen, 1879 | D-5-74-117-6 Wikidata | weitere Bilder |

### Bachmühle
| Lage                     | Objekt                         | Beschreibung                                                              | Akten-Nr.              | Bild |
| ------------------------ | ------------------------------ | ------------------------------------------------------------------------- | ---------------------- | ---- |
| Bachmühle 1 b (Standort) | Bachmühle, ehemalige Sägemühle | Zweigeschossiger Sandsteinquaderbau mit Satteldach, Mitte 19. Jahrhundert | D-5-74-117-10 Wikidata | BW   |

### Dörlbach
| Lage                                             | Objekt                                 | Beschreibung | Akten-Nr.               | Bild           |
| ------------------------------------------------ | -------------------------------------- | --- | ----------------------- | -------------- |
| Ludwig-Donau-Main-Kanal; Ludwigskanal (Standort) | Abschnitt des Ludwig-Donau-Main-Kanals | Künstlich angelegte Wasserstraße zwischen Kelheim und Bamberg auf einer Länge von 173 km mit ehemals 100 Schleusen, zahlreichen wasser- und schifffahrtstechnischen Anlagen und Gebäuden zur Herstellung eines durchgehenden Wasserweges zwischen Nordsee und dem Schwarzen Meer, auf Veranlassung König Ludwigs I. von Bayern durch Heinrich Freiherr von Pechmann, 1836–45  | D-5-74-117-61 Wikidata  | weitere Bilder |
| Ludwig-Donau-Main-Kanal; Ludwigskanal (Standort) | Abschnitt des Ludwig-Donau-Main-Kanals | Künstlich angelegte Wasserstraße zwischen Kelheim und Bamberg auf einer Länge von 173 km mit ehemals 100 Schleusen, zahlreichen wasser- und schifffahrtstechnischen Anlagen und Gebäuden zur Herstellung eines durchgehenden Wasserweges zwischen Nordsee und dem Schwarzen Meer, auf Veranlassung König Ludwigs I. von Bayern durch Heinrich Freiherr von Pechmann, 1836–45. | D-5-74-117-12 Wikidata  | weitere Bilder |
| Ludwig-Donau-Main-Kanal; Ludwigskanal (Standort) | Kanalbrücke                            | Sandstein, 1836–45 | D-5-74-117-12 zugehörig | weitere Bilder |

### Ezelsdorf
| Lage                      | Objekt                                | Beschreibung | Akten-Nr.              | Bild           |
| ------------------------- | ------------------------------------- | --- | ---------------------- | -------------- |
| Hauptstraße 47 (Standort) | Ehemaliges Wohnstallhaus mit Bäckerei | Eingeschossiger Giebelbau mit Satteldach, Fachwerkgiebel und Aufzugsdächlein, 18. Jahrhundert, Umbau spätes 19. Jahrhundert | D-5-74-117-15 Wikidata | weitere Bilder |
| Hauptstraße 50 (Standort) | Ehemaliges Wohnstallhaus              | Eingeschossiger Sandsteinquaderbau mit Steildach, erste Hälfte 19. Jahrhundert                                              | D-5-74-117-16 Wikidata | weitere Bilder |

### Heinleinshof
| Lage                      | Objekt                              | Beschreibung | Akten-Nr.              | Bild           |
| ------------------------- | ----------------------------------- | --- | ---------------------- | -------------- |
| Heinleinshof 1 (Standort) | Bauernhof, ehemaliges Wohnstallhaus | Eingeschossiger Sandsteinquaderbau, bezeichnet „1846“ Scheuer: Erdgeschoss, Obergeschoss Fachwerk, 19. Jahrhundert Nebengebäude: Sandstein, 19. Jahrhundert | D-5-74-117-25 Wikidata | weitere Bilder |
| Heinleinshof 2 (Standort) | Ehemaliges Wohnstallhaus            | Eingeschossiger Sandsteinquaderbau, zweite Hälfte 19. Jahrhundert                                                                                           | D-5-74-117-26 Wikidata | weitere Bilder |

### Oberferrieden
| Lage                            | Objekt                                        | Beschreibung | Akten-Nr.              | Bild           |
| ------------------------------- | --------------------------------------------- | --- | ---------------------- | -------------- |
| Nürnberger Straße 43 (Standort) | Evangelisch-lutherische Pfarrkirche St. Maria | Chorturmkirche, im Kern spätmittelalterlich, 1712/13 Langhausneubau, 1900 Neurenaissance-Portalvorhalle, 1957 erneuert; mit Ausstattung Gräber: fünf Metallkreuze auf Sandsteinsockeln, zweite Hälfte 19. Jahrhundert, an der östlichen Kirchhofmauer | D-5-74-117-29 Wikidata | weitere Bilder |

### Pattenhofen
| Lage                               | Objekt                   | Beschreibung                                                                                                   | Akten-Nr.              | Bild |
| ---------------------------------- | ------------------------ | --- | ---------------------- | ---- |
| Pattenhofener Straße 18 (Standort) | Ehemaliges Wohnstallhaus | Eingeschossiger Steildachbau mit Fachwerkgiebel, Mitte 18. Jahrhundert, erweitert erste Hälfte 19. Jahrhundert | D-5-74-117-33 Wikidata | BW   |

### Peunting
| Lage                  | Objekt                   | Beschreibung                                                                                    | Akten-Nr.              | Bild           |
| --------------------- | ------------------------ | ----------------------------------------------------------------------------------------------- | ---------------------- | -------------- |
| Peunting 4 (Standort) | Ehemaliges Wohnstallhaus | Zweigeschossiger Steildachbau, Erdgeschoss massiv, Giebel mit reichem Fachwerk, 18. Jahrhundert | D-5-74-117-34 Wikidata | weitere Bilder |

### Rübleinshof
| Lage                                            | Objekt                                 | Beschreibung | Akten-Nr.              | Bild           |
| ----------------------------------------------- | -------------------------------------- | --- | ---------------------- | -------------- |
| Ludwig-Donau-Main-Kanal; Am Kanal 34 (Standort) | Schleuse 34                            | Bestandteil des Ludwig-Donau-Main-Kanals, Kammerschleuse, Naturstein, 1836–45 Schleusenwärterhaus: eingeschossiger Sandsteinquaderbau mit Flachsatteldach, 1836–45 | D-5-74-117-40          | weitere Bilder |
| Ludwig-Donau-Main-Kanal (Standort)              | Schleuse 33                            | Bestandteil des Ludwig-Donau-Main-Kanals, Kammerschleuse, Naturstein, 1836–45 | D-5-74-117-39 Wikidata | weitere Bilder |
| Ludwig-Donau-Main-Kanal (Standort)              | Schleuse 35                            | Bestandteil des Ludwig-Donau-Main-Kanals, Kammerschleuse, Naturstein, 1836–45 | D-5-74-117-41 Wikidata | weitere Bilder |
| Ludwig-Donau-Main-Kanal (Standort)              | Abschnitt des Ludwig-Donau-Main-Kanals | Künstlich angelegte Wasserstraße zwischen Kelheim und Bamberg auf einer Länge von 173 km mit ehem. 100 Schleusen, zahlreichen wasser- und schifffahrtstechnischen Anlagen und Gebäuden zur Herstellung eines durchgehenden Wasserweges zwischen Nordsee und dem Schwarzen Meer, auf Veranlassung König Ludwigs I. von Bayern durch Heinrich Freiherr von Pechmann, 1836–45 | D-5-74-117-38 Wikidata | weitere Bilder |
| Rübleinshof 1; Rübleinshof 1 a (Standort)       | Gutshof, Gutshaus                      | Zweigeschossiger Sandsteinquaderbau mit Walmdach, 1857 Scheune: Sandsteinquaderbau mit Steildach und Fachwerkgiebel, bezeichnet „1818“ | D-5-74-117-36 Wikidata | weitere Bilder |

### Schwarzenbach
| Lage                                             | Objekt                                 | Beschreibung | Akten-Nr.               | Bild           |
| ------------------------------------------------ | -------------------------------------- | --- | ----------------------- | -------------- |
| Altdorfer Straße 13 (Standort)                   | Ehemaliges Wohnstallhaus               | Zweigeschossiger Satteldachbau, Erdgeschoss massiv, Obergeschoss und Giebel Fachwerk, drittes Viertel 19. Jahrhundert | D-5-74-117-43 Wikidata  | weitere Bilder |
| Altdorfer Straße 30 (Standort)                   | Ehemaliges Schulhaus                   | Zweigeschossiger Sandsteinquaderbau mit Flachsatteldach, zweiachsiger Mittelrisalit, 1879 | D-5-74-117-44 Wikidata  | weitere Bilder |
| Glockengasse (Standort)                          | Glocken- und Uhrturm                   | Eisengitterfachwerkgerüst mit Gussstahlglocken, 1925 | D-5-74-117-56 Wikidata  | weitere Bilder |
| Ludwig-Donau-Main-Kanal; Ludwigskanal (Standort) | Abschnitt des Ludwig-Donau-Main-Kanals | Künstlich angelegte Wasserstraße zwischen Kelheim und Bamberg auf einer Länge von 173 km mit ehemals 100 Schleusen, zahlreichen wasser- und schifffahrtstechnischen Anlagen und Gebäuden zur Herstellung eines durchgehenden Wasserweges zwischen Nordsee und dem Schwarzen Meer, auf Veranlassung König Ludwigs I. von Bayern durch Heinrich Freiherr von Pechmann, 1836–45. | D-5-74-117-47           | weitere Bilder |
| Ludwig-Donau-Main-Kanal; Ludwigskanal (Standort) | Kanalunterführung                      | Straßendurchfahrt, mit rustiziertem Natursteinmauerwerk, 1836–45. | D-5-74-117-47 zugehörig | weitere Bilder |

### Unterferrieden
| Lage                                                       | Objekt                                         | Beschreibung | Akten-Nr.              | Bild           |
| ---------------------------------------------------------- | ---------------------------------------------- | --- | ---------------------- | -------------- |
| Marienplatz 10 (Standort)                                  | Evangelisch-lutherische Filialkirche St. Maria | Chorturmkirche, Sandsteinquaderbau mit Satteldach und Rechteckturm mit Zeltdach, im Kern 13. Jahrhundert, verändert 1847; mit Ausstattung | D-5-74-117-51 Wikidata | weitere Bilder |
| Marienplatz 13 (Standort)                                  | Bauernhaus                                     | Zweigeschossiger Sandsteinquaderbau mit Steildach und Hopfengauben, bezeichnet „1897“                                                     | D-5-74-117-58 Wikidata | weitere Bilder |
| Mühllohe, am Radweg Oberferrieden-Pfeifferhütte (Standort) | Kreuz                                          | Sandstein, angeblich 1633 | D-5-74-117-54 Wikidata | weitere Bilder |
| Oberferrieder Straße 4 (Standort)                          | Ehemaliges Wohnstallhaus                       | Eingeschossiger Sandsteinquaderbau, wohl Mitte 19. Jahrhundert                                                                            | D-5-74-117-52 Wikidata | weitere Bilder |
| Platzl 2 (Standort)                                        | Ehemaliges Wohnstallhaus                       | Eingeschossiger Sandsteinbau mit Steildach und Fachwerkgiebel, 18./19. Jahrhundert, bezeichnet „1881“                                     | D-5-74-117-53 Wikidata | weitere Bilder |

### Westhaid
| Lage                  | Objekt                   | Beschreibung                                                                        | Akten-Nr.              | Bild |
| --------------------- | ------------------------ | ----------------------------------------------------------------------------------- | ---------------------- | ---- |
| Westhaid 8 (Standort) | Ehemaliges Wohnstallhaus | Eingeschossiger Sandsteinquaderbau mit reichem Fachwerkgiebel, Ende 18. Jahrhundert | D-5-74-117-55 Wikidata | BW   |

## Ehemalige Baudenkmäler
In diesem Abschnitt sind Objekte aufgeführt, die früher einmal in der Denkmalliste eingetragen waren, jetzt aber nicht mehr. Objekte, die in anderem Zusammenhang also z. B. als Teil eines Baudenkmals weiter eingetragen sind, sollen hier nicht aufgeführt werden. Aktennummern in diesem Abschnitt sind ehemalige, jetzt nicht mehr gültige Aktennummern.
| Lage                                        | Objekt                   | Beschreibung | Akten-Nr.              | Bild           |
| ------------------------------------------- | ------------------------ | --- | ---------------------- | -------------- |
| Burgthann Untere Eichenstraße 11 (Standort) | Ehemalige Scheune        | Fachwerkbau, 19. Jahrhundert, rückwärtig erweitert und aufgestockt | D-5-74-117-5 Wikidata  | BW             |
| Grub Dorfstraße 27 (Standort)               | Wohnstallhaus            | eingeschossiger Steildachbau, Giebelfachwerk verputzt, 18./19. Jahrhundert; Stall, kleiner Ziegelsteinbau, 2. Hälfte 19. Jahrhundert                                    | D-5-74-117-21 Wikidata | BW             |
| Steinbacher Straße 36 (Standort)            | ehemaliges Wohnstallhaus | Eingeschossiger Sandsteinquaderbau mit Steildach, im Norden Fachwerkgiebel mit Aufzugsdächlein, dendrochronologisch datiert 1983/84, Umbau erste Hälfte 18. Jahrhundert | D-5-74-117-57 Wikidata | weitere Bilder |